# CD Universidad de El Salvador
CD Universidad de El Salvador is een Salvadoraanse voetbalclub uit de hoofdstad San Salvador. 

## Geschiedenis
De club werd opgericht in 1956 en speelde van 1957 tot 1987 met enkele onderbrekingen in de hoogste klasse. In 2010 maakte de club na een lange afwezigheid een terugkeer op het hoogste niveau en speelde er tot 2017, toen een nieuwe degradatie volgde. 